# لی بو-نا
لی بو-نا (انگلیسی: Lee Bo-na؛ زادهٔ ۲۲ ژوئیهٔ ۱۹۸۱) تیرانداز اهل کره جنوبی است.
از افتخارات وی میتوان به کسب مدال نقره تراپ دوتایی در بازی‌های المپیک تابستانی ۲۰۰۴ اشاره کرد.